# Microleptes tibialis
Microleptes tibialis là một loài tò vò trong họ Ichneumonidae.